# Hyloscirtus alytolylax
Hyloscirtus alytolylax é uma espécie de anuro da família Hylidae encontrada na Colômbia e Equador. Seu habitat natural é de florestas subtropicais ou tropicais úmidas montanhosas. Encontra-se ameaçado devido à destruição de seu habitat.